# Ebiten: Kōritsu Ebisugawa Kōkō Tenmonbu
Ebiten: Kōritsu Ebisugawa Kōkō Tenmonbu (えびてん 公立海老栖川高校天悶部?   lit. Club de Astronomea de la escuela secundaria pública Ebisugawa) es un manga, creado por SCA-ji e ilustrado por Kira Inugami, serializado por kadokawa Shoten, en la revista Comp Ace. Se han lanzado cuatro volúmenes hasta febrero del 2013. El estudio AIC Classic realizó una adaptación a anime, en forma de ONA, que consta de 10 capítulos los cuales se transmitieron desde el 14 de julio al 15 de septiembre del 2012, por NicoNico. Se lanzó una OVA junto al cuarto volumen del manga en 2013.

## Argumento
Itsuki Noya se transfiere a la Secundaria Ebisugawa. Debido a que siempre le fascino el espació, decide unirse al Club de Astronomía, sin embargo, se equivoca y termina uniéndose al "Club de Astronomea" -el cual solo tiene como miembros a un grupo de chicas fujoshi. Itsuki nota que estas chicas son muy "raras", pero no se da cuenta de su error. Debido a esto, su vida rápidamente se vuelve extraña.

## Personajes
Itsuki Noya (野矢 一樹 Noya Itsuki?)
 Seiyū: Mariya Ise (anime) y Mamiko Noto (CD drama)
Es un joven heredero del Grupo Noya. Se une al "Club de Astronomea" pensando que era el Club de Astronomía. En este es obligado a travestirse, debido a que Kyōko solo permite que se unan chicas.
Kyōko Todayama (戸田山 響子 Todayama Kyōko?)
 Seiyū: Kana Asumi (anime) y Ami Koshimizu (CD drama)
Es la presidenta del "Club de Astronomea", es hiperactiva, delirante y un tanto agresiva. Se niega a que Itsuki se una al club, y constantemente "acosa" a Hakata.
Izumiko Todayama (戸田山 泉子 Todayama Izumiko?)
 Seiyū: Iori Nomizu (anime) y Kotono Mitsuishi (CD drama)
Es la hermana menor de Kyōko y sirvienta personal de Itsuki, pero trata a este como a un juguete y hace que la llame Elizabeth Margaret. Constantemente pelea con Kyōko por Itsuki.
Hakata Kanamori (金森 羽片 Kanamori Hakata?)
 Seiyū: Asuka Nishi (anime) y Fairouz Ai (CD drama)
Es una amante de los dōjinshi BL (yaoi). Es constantemente acosada por Kyōko.
Rikei Hiromatsu (廣松 理圭 Hiromatsu Rikei?)
 Seiyū: Risako Murai (anime) y Sayuri Matsumura (CD drama)
Es una chica tranquila, que obedece casi cualquier orden. Parece tener un fetiche por los gatos.
Hasumi Ōba (大庭 蓮實 Ōba Hasumi?)
 Seiyū: Satomi Satō (anime) y Ayako Kawasumi (CD drama)
Es la vicepresidenta del "Club de Astronomea". Es tranquila, amable y educada. Aunque en ocasiones emite un aura aterradora. Constantemente trata con Yuka.
Yuka Iseda (伊勢田 結花 Iseda Yuka?)
 Seiyū: Midori Tsukimiya (anime) y Rie Kugimiya (CD drama)
Es la presidenta de Consejo Estudiantil. Tiene una personalidad tsudere, constantemente busca una razón para cerrar el "Club de Astronomea". Le tiene miedo a los gatos, y tiene sentimientos por Hasumi.
Shōko Ōmori (大森 荘子 Ōmori Shōko?)
 Seiyū: Kaori Nazuka (anime) y Atsumi Tanezaki (CD drama)
Es una profesora, y es la asesora del "Club de Astronomea". Aunque insiste con que un gato es el asesor, para escapar de la dura realidad.
Eiji (エイジ?)
 Seiyū: Junya Enoki (anime) y Junji Majima (CD drama)
Es el hermano mayor de Itsuki y "novio" de Shōko. Su comportamiento es igual al de Kyōko, pero a un nivel profesional.

## Medios de comunicación

### Manga
Ebiten: Kōritsu Ebisugawa Kōkō Tenmonbu (えびてん 公立海老栖川高校天悶部?   lit. Club de Astronomea de la escuela secundaria pública Ebisugawa) es un manga, creado por SCA-ji e ilustrado por Kira Inugami, serializado por kadokawa Shoten, en la revista Comp Ace. Su primer volumen se lanzó el 8 de octubre de 2009, se han lanzado cuatro volúmenes hasta febrero del 2013.

#### Lista de volúmenes
| N.º | Fecha de publicación  | ISBN                   | Nota                          |
| --- | --------------------- | ---------------------- | ----------------------------- |
| 1   | 08 de octubre de 2009 | ISBN 978-4-04-715312-7 |                               |
| 2   | 21 de agosto de 2010  | ISBN 978-4-04-715510-7 |                               |
| 3   | 21 de enero de 2011   | ISBN 978-4-04-715801-6 |                               |
| 4   | 23 de enero de 2013   | ISBN 978-4-04-120389-7 | Edición especial: Incluye OVA |
| 4   | 07 de febrero de 2013 | ISBN 978-4-04-120390-3 |                               |

### Anime
El estudio AIC Classic realizó una adaptación a anime, en forma de ONA, que consta de 10 capítulos los cuales se transmitieron desde el 14 de julio al 15 de septiembre del 2012, por NicoNico. Se lanzó una OVA junto al cuarto volumen del manga en 2013.
Cada capítulo parodia a un anime o serie de televisión.

#### Lista de episodios
| # | Título | Estreno                  |
| --- | --- | ------------------------ |
| 01 | «¡Vuele a la vida! El legendario Club de Astronomea» «Yomigaere! Tenmon Densetsu» (よみがえれ! 天悶伝説) | 14 de julio de 2012      |
| Después de ingresar a la Secundaria Ebisugawa, Itsuki Noya desea unirse al Club de Astronomía. Pero, sin saberlo, se dirige al "Club de Astronomea". Sin en embargo, la presidenta de dicho club, Kyōko Todayama, no quiere que Itsuki se una, por lo que decide tomarle una prueba de ingreso. Dichas pruebas son extrañas y no tienen nada que ver con la astronomía. Luego por decisión de Hasumi estas pruebas se consideran sin valor. Se realiza una prueba justa, e Itsuki se hace miembro. Y salva al club de ser eliminado. Capítulo parodia a: Saint Seiya | |                          |
| 02 | «La impresionante transformación de la llorona Hakata» «Nakimushi Hakata no Kareinaru Henshin» (泣き虫はかたの華麗なる変身) | 21 de julio de 2012      |
| Hakata es obligada, por Kyōko, a utilizar un sugerente disfraz de Santa Claus para conseguir nuevos miembros para el club. Debido a esto, se avergüenza, sufre de delirios y teme por su seguridad. Al día siguiente, Hakara utiliza un disfraz de conejo para mantenerse "segura" y no va al club. Por lo cual, Kyōko, para traerla de vuelta, aprovecha los delirios de Hakata y la sumerge en una batalla de chicas mágicas. Capítulo parodia a: Sailor Moon | |                          |
| 03 | «De dulces de roca con amor» «Konpeitō yori Ai o Komete» (金平糖より愛をこめて) | 28 de julio de 2012      |
| Repentinamente aparece una chica de otra escuela y demuestra mucho interés en el "Club de Astronomea", diciendo que busca algo. Sin razón aparente Kyōko se comporta de forma hostil hacia ella. Pronto se revela que esta chica es Izumiko, la hermana menor de Kyōko. Ellas eran muy cercanas, pero poco a poco, debido a los "delirios" de Kyōko, se distanciaron. Se pelean mediante una "batalla de preguntas", pero esta es interrumpida por la presidenta del Consejo Estudiantil, Yuka Iseda, lo que las obliga a pelea de otra manera. Capítulo parodia a: Ultra Seven | |                          |
| 04 | «Kokuin 2012» «Kokuin 2012» (刻印2012) | 4 de agosto de 2012      |
| Rikei demuestra un fetiche al ser tocada por el gato mascota del club, Neko-sensei. Luego se encuentra con Izumiko y tienen una seria conversación sobre Kyōko. Mientras tanto, en la escuela, suceden numerosos casos en los que chicas se desmallan. por lo cual Yuka amenaza con cerrar el "Club de Astronomea", para evitarlo deberán resolver el caso antes de que finalice el día. Siendo perezosa, Kyōko decide culpar a la primera persona que vea, la cual resulta ser Izumiko. sin embargo, Hasumi, demuestra la inocencia de Izumiko. Mientras que Rikei utiliza un ejército de gatos para hacer que Yuka desista de intentar cerrar el club. Posteriormente, Izumiko se une a la chicas del club para observar las estrellas. Entonces, Izumiko, logra observar una estrella roja, cercana a la "osa mayor", conocida como "La Estrella de la Muerte". Capítulo parodia a: Aoki Ryūsei Esu Pī Tī Reizunā | |                          |
| 05 | «¡Este es el milagroso Club de Astronomea! ¡Una maid ha descendido!» «Koko ga Kiseki no Tenmon-bu! Meido ga Maiorita!» (ここが奇跡の天悶部！ メイドが舞い降りた！) | 11 de agosto de 2012     |
| Izumiko, quien todo el tiempo ha estado buscando a Itsuki, finalmente lo encuentra y se sorprende al enterarse de que Itsuki ha estado travestido cerca de ella todo este tiempo. Itsuki explica que fue obligado a travestirse, ya que Kyōko quería que en el club solo hubiese mujeres. Luego, Izumiko revela que ella es la maid personal de Itsuki, que este es el sucesor del Grupo Noya y su juguete. Entonces, comienza una disputa entre Kyōko e Izumiko para decidir quien se queda con Itsuki. Finalmente, Izumiko no está dispuesta a separarse de Itsuki, por lo que decide transferirse a Secundaria Ebisugawa y unirse al "Club de Astronomea". Capítulo parodia a: El Puño de la Estrella del Norte | |                          |
| 06 | «¡Alcanzar las estrellas! La chica que sueña con el amor» «Hoshi o Nerae! Ai o Yumemiru Shōjo» (ホシを狙え！ 愛を夢見る少女) | 18 de agosto de 2012     |
| Mientras Yuka amenaza con cerrar el club, se revela que ella es una exmiembro del mismo. Hasumi objeta la decisión de Yuka y la invita observar las estrellas junto a club, antes de que tome una decisión. A la espera de que oscurezca, el club hace un espectáculo sobre héroes, mientras que Hasumi y Yuka recuerdan como en su infancia conocieron a una anciana a la cual le gustaba observar las estrellas. Rápidamente se hacen amigas y las tres observan las estrellas. Más tarde, ya de noche, Yuka comienza a correr sin rumbo, por miedo a las historias que las miembros del club contaban, llegando a la casa en la que la anciana vivía. Entonces, se revela que el espectáculo realizado era un trabajo de medio tiempo para poder alquilar telescopio con el cual podrían tomar una imagen de la Nebulosa Roseta. Capítulo parodia a: Uchū Keiji Shaider | |                          |
| 07 | «Vivaten» «Bibaten» (ビバ天) | 25 de agosto de 2012     |
| Impulsivamente Kyōko decide formar una banda, pero rápidamente se da cuenta de que ninguna puede tocar un instrumento. Sin darle importancia al hecho anterior, Kyōko decide lanzar un video promocional para reclutar músicos. Luego la banda sigue a Neko-sensei y descubre que su profesora, Shōko Ōmori, es una acosadora. Más tarde, Rikei, por órdenes de Kyōko, encierra a Itsuki y a Hakata en el salón del club, para conseguir "material interesante" y hacer que Izumiko comprenda realmente a Itsuki. Luego, Izumiko romper la puerta al ver que Itsuki sufre dolores de cabeza debido a una situación estimulante. Por lo que intenta darle una pastilla, pero Itsuki es expuesto a otra situación altamente estimulante, y repentinamente cambia de personalidad, convirtiéndose en lo que Izumiko llama "El Verdadero Itsuki Noya". Capítulo parodia a: K-ON! | |                          |
| 08 | «TTR Unidad Especial de Investigación del Club de Astronomea: Hierbas especiales del agonizante Club de Astronomea (Feromonas)» «TTR Tenmon-bu Tokusō Chōsahan Tenmon Supesharu Hateshinaki Feromon» (TTR 天悶部特捜調査班 天悶スペシャル 果てしなき香草（フェロモン）) | 01 de septiembre de 2012 |
| Al no tomar medicina que le da Izumiko, Itsuki se convierte en un demonio capas de hacer que las mujeres se inclinen ante él debido a sus feromonas. Kyōko, que escapo con sus amigas del club, sabe que necesita una medicina para contrarrestar los efectos de las feromonas de Itsuki. Al mismo tiempo, Itsuki propaga sus feromonas por toda la escuela y convierte a las chicas en leales zombis. Luego, Kyōko desarrolla un nuevo lote de anti-feromonas, se enfrenta a Itsuki, pero Izumiko interfiere, esto permite que Itsuki deje inconsciente a Kyōko, y escape con el anti-feromonas. Capítulo parodia a: MMR マガジンミステリー調査班 | |                          |
| 09 | «¡Gran Victoria del Club de Astronomea! ¡¡Listos, ir hacia el mañana!!» «Tenmon-bu Dai-shōri! Ashita ni Mukatte Redī Gō!!» (天悶部大勝利！明日に向かってレディーゴー!!)                                                                                                 | 08 de septiembre de 2012 |
| Kyōko y sus amigas se enfrentan a Itsuki, quien se transforma en su verdadero ser y utiliza fármacos para transformar a Kyōko y a Hakata en niñas con la intención convertirlas en sus "loli-maids". Shōko lograr rescatarlas, Kyōko deduce que es el mismo fármaco que utilizan para mantener a Itsuki bajo control. Rápidamente Itsuki las encuentra, pero repentinamente aparece Eiji, hermano mayor de Itsuki, y regresa a la normalidad a Kyōko y Hakata, y tan rápido como apareció, desaparece. Llega la batalla final, Kyōko se enfrenta a Itsuki y explica como tuvo que abandonarlo todo y centrarse en su investigación para lograr escapar del poder de la Familia Noya. Finalmente, Itsuki muestra su verdadero poder y domina a Kyōko. Al ver esto Izumiko interfiere, logra que Itsuki recuerde su verdadero ser, provocando que este se dispare a sí mismo el antídoto. Capítulo parodia a: Dragon Ball | |                          |
| 10 | «Beautiful Dreamer» «Byūtifuru Dorīmāzu» (ビューティフルドリーマーズ) | 15 de septiembre de 2012 |
| Con todos lo anterior resuelto, mientras que Itsuki regreso a su forma normal, la escuela se prepara para el festival cultural. En la cocina, Kyōko le pregunta a Izumiko, ¿por qué le gusta Noya? Ella responde, que en un principio, cuando Itsuki recién se había transferido a su escuela, lo odiaba. Pero que realmente comenzó a gustarle una noche mientras observaron las estrellas. Luego, Itsuki piensa que todo está bien, por lo que libera a Izumiko de ser su maid, haciendo es ella se sorprenda y desanime. Al día siguiente, Izumiko camina desanimada, ve a Neko-sensei y lo sigue. De pronto, recuerda la primera vez que se resistió a las feromonas de Itsuki. Como este al darse cuenta de lo que hizo salta hacia el vacío, ella intenta salvarlo, pero también cae. Al verla, Itsuki la abraza y protege. En este incidente Itsuki pierde la memoria, memoria que recupera en el enfrentamiento con Kyōko. Luego, en la azotea, el giro de la torreta de un tanque telescópico, provoca que Izumiko caiga al vacío, pero rápidamente es atrapada por Itsuki y quedan colgando del cañón. En este momento, Itsuki le confiesa que ella es la única persona importante para él. Ambos caen. pero son salvados por las miembros del club. Posteriormente, Kyōko cancela su compromiso con Itsuki, y así, Itsuki e Izumiko pueden estar juntos. Capítulo parodia a: Urusei Yatsura | |                          |
| OVA | «Ebiten: Kouritsu Ebi Sugawa Koukou Tenmonbu OAD» (えびてん 公立海老栖川高校天悶部 OAD) | 23 de enero de 2013      |